# Flachwasserwiderstand

Flachwasserwiderstand in tiefenmäßig beschränktem Wasser

Der Begriff Flachwasserwiderstand bezeichnet einen widerstandserhöhenden Effekt auf die Unterströmung beziehungsweise Umströmung von Schiffen bei der Durchfahrt von tiefen- beziehungsweise seitenmäßig beschränktem Wasser, wie zum Beispiel bei Zufahrten zu Häfen an der Küste und bei vielen Flüssen und Kanälen.

## Definition
Der Flachwasserwiderstand ist prinzipiell von folgenden Einflussgrößen abhängig:
- der Schiffsgeschwindigkeit
- dem Passierabstand
- den Schiffsabmessungen (Länge, Breite, Tiefgang, eingetauchter Hauptspantquerschnitt, Schiffsform),
- den Fahrwasserverhältnissen (Wasserspiegelbreite, Sohlbreite, Wassertiefe, Querprofilform und -fläche, Uferform und Böschungsneigung),
- den Strömungsverhältnissen
- der Krümmung, Antriebsart und Dichte des Wassers.[1]

Bei tiefenmäßig stark beschränktem Wasser ist der Durchfluss, also die Öffnung, durch die das Wasser vom Bug zum Heck unterhalb des Schiffes strömen muss, kleiner. Je kleiner die Öffnung zwischen Schiffsboden und Sohle, desto größer ist auch der zu überwindende Widerstand. Dieser Effekt wird auch als Flachwassereffekt bezeichnet. Zusätzlich oder unabhängig davon kann auch ein Versperrungseffekt auftreten, wenn das Fahrwasser seitlich beschränkt ist und so die seitliche Umströmung eingeschränkt wird.

### Flachwassereffekt

Graphische Darstellung des Absunks bei Passage eines Schiffes

Flachwasserwiderstand (Abszisse: Froudesche Tiefenzahl (Fr); Ordinate: Widerstand)

Die lineare Wellentheorie besagt, dass die Fortschrittsgeschwindigkeit der Welle sowie die Wellenlänge auf flachem Wasser bei gleichzeitiger Zunahme der Wellenhöhe abnimmt. Die Wellen ändern also mit abnehmender Wassertiefe ihr Aussehen drastisch.
Die Fortschrittsgeschwindigkeit der Welle ist definiert als:
{\displaystyle v_{w}={\sqrt {\frac {g\lambda }{2\pi }}}}
mit
- {\displaystyle v_{w}} = Fortschrittsgeschwindigkeit der Welle
- {\displaystyle \lambda } = Wellenlänge
- {\displaystyle g} = Erdbeschleunigung

Unter der Berücksichtigung der Wassertiefe lässt sich die Fortschrittsgeschwindigkeit der Welle auch schreiben als:
{\displaystyle v_{w}={\sqrt {{\frac {g\lambda }{2\pi }}\tanh {\frac {2\pi H}{\lambda }}}}}
mit
- {\displaystyle H} = Wassertiefe
- {\displaystyle \tanh } = hyperbolischer Tangens

Strebt die Wassertiefe {\displaystyle H} gegen 0, so geht der Grenzwert des hyperbolischen Tangens gegen sein Funktionsargument. Das bedeutet, die Geschwindigkeit der Welle wird unabhängig von deren Länge und hängt nur noch von der Wassertiefe ab. Die Froudesche Tiefenzahl setzt diese Fortschrittsgeschwindigkeit der Welle in Relation zur Fortschrittsgeschwindigkeit des Schiffes.
{\displaystyle Fr={\frac {v_{s}}{\sqrt {gH}}}}

mit
- {\displaystyle Fr} = Froudesche Tiefenzahl
- {\displaystyle v_{s}} = Fortschrittsgeschwindigkeit des Schiffes
- {\displaystyle {\sqrt {gH}}} = Schwallwellengeschwindigkeit

Bei Schiffen, die im strömenden Strömungszustand ({\displaystyle Fr=0/<1}), also bei einer Schiffsgeschwindigkeit kleiner als der Schwallwellengeschwindigkeit fahren, herrscht unter dem Schiffsboden ein strömender Abfluss und die Fahrt wird als unterkritisch bezeichnet. Das Absinken des Schiffes aufgrund der schnelleren Strömungsgeschwindigkeit sowie die gleichzeitige Vertrimmung wird als Squat bezeichnet. Der Widerstand wächst proportional zur Schiffsgeschwindigkeit, wobei bei einem kritischen Abfluss ({\displaystyle Fr=1}) ein Widerstandsmaximum gebildet wird. Beim Schießenden Strömungszustand ({\displaystyle Fr>1}) wird die Unterströmung schießend, der Widerstand verringert sich. Schiffe, die schneller als Schwallgeschwindigkeit fahren, nennt man überkritisch. Übliche Handelsschiffe besitzen meist keine so große Maschinenanlage um das Widerstandsmaximum zu überwinden. Der Effekt des Flachwasserwiderstandes auf die Unterströmung unter dem Schiffskörper ist gleichzeitig das Hauptkriterium für die Erosionen an Gewässersohlen.

### Versperrungseffekt
Der Versperrungseffekt, auch Blockageeffekt, Bankeffekt oder Kanaleffekt genannt, kann zusätzlich oder unabhängig zum Flachwassereffekt auftreten, wenn das Fahrwasser seitlich beschränkt ist, also ein seitlich eingeschränkter Strömungsquerschnitt vorliegt. Insbesondere bei Kanälen und Flüssen kann die seitliche Umströmung eingeschränkt sein und so ein zusätzlicher Widerstand sein. Bei einer senkrechten Grenze zwischen Wasser und Festland, beziehungsweise einer senkrechten Böschungsneigung, sowie bei einer größeren Nähe des Schiffes zum Ufer vergrößert sich der Versperrungseffekt. Das bedeutet, dass der Absunk und der Widerstand, den Wellenberg am Bug zu überwinden, umso größer sind, je steiler das Ufer und je enger der Fluss oder Kanal sind.